# Sonora (Chiapas)
Sonora es una localidad del estado mexicano de Chiapas. Es parte del municipio de Pueblo Nuevo Solistahuacán.

## Demografía
| Gráfica de evolución demográfica |
|                                  |

| Censo | Población |
| ----- | --------- |
| 1940  | 182       |
| 1950  | 224       |
| 1960  | 176       |
| 1970  | 302       |
| 1980  | 458       |
| 1990  | 664       |
| 2000  | 929       |
| 2010  | 845       |
| 2020  | 1 085     |